# Nord Aviation N.500 Cadet
Le Nord-Aviation N.500 Cadet était un appareil expérimental de type aéronef à décollage et atterrissage verticaux (ADAV, en anglais VTOL : Vertical Take Off and Landing), construit en France par la Société nationale des constructions aéronautiques du Nord (SNCAN) devenue par la suite Nord-Aviation, afin de tester la technologie des hélices carénées à rotors basculants.